# Ascendência dos Goduínos

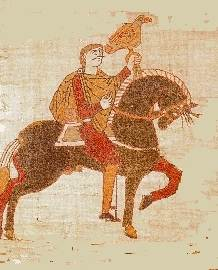
O rei Harold representado na Tapeçaria de Bayeux

Muito pouco é conhecido por alguns dos ascendência do Goduínos, a família do último Anglo-Saxão , Rei de Inglaterra, Haroldo II. Quando o Rei Eduardo, o Confessor, morreu em janeiro de 1066, seu parente mais próximo era o seu sobrinho-neto, Edgar Etelingo, mas ele era jovem e não tinha poderoso apoiadores. Harold era o chefe da mais poderosa família na Inglaterra e Edward e seu irmão-de-lei, ele se tornou rei. Em setembro de 1066 Harold derrotado e morto o Rei Haroldo Hardrada da Noruega na Batalha de Stamford Bridge, e Harold foi-se derrotado e morto no mês seguinte por Guilherme, o Conquistador, na Batalha de Hastings.
A família é nomeado após Harold pai, conde Goduíno, que tinha subido para uma posição de riqueza e influência nos anos 1020 sob o Rei dinamarquês Canuto, o Grande. Em 1045 Goduíno filha, Edite, casou com o Rei Eduardo, o Confessor, e, em meados dos anos 1050 Haroldo e seus irmãos tinham-se tornado dominante, quase monopolizar o inglês earldoms. Goduíno origem é obscura. Ele foi, provavelmente, o filho de Vulnodo Cildo, um Sul-Saxão tano, mas Vulnodo a ascendência é disputada. Alguns genealogistas e historiadores argumentam que ele era descendente do irmão mais velho de Alfredo, o Grande, Etelredo de Wessex (865-71), mas quase todos os historiadores anglo-saxões rejeitaram esta teoria.

## Fundo
conde Goduíno é provavelmente o primeiro a ser gravado em 1014, quando Goduíno, filho de Vulnodo, foi deixado a terra em um lugar chamado Compton na vontade do Rei Etelredo, o Despreparado filho de Etelstano Etelingo. Como o Conde Goduíno foi posteriormente registrado como a posse de terra em Compton , em Sussex, é provável que ele foi o Goduíno mencionado no Etelstano Etelingo. Historiadores acreditam que ele foi, provavelmente, o filho do proibida Saxão tano Vulnodo Cildo. Em 1009, Vulnodo foi acusado de desconhecido crimes em uma prova de Rei Etelredo da frota, e fugiu com vinte navios; uma força enviados em perseguição foi destruída por uma tempestade.
De acordo com o século xii cronista João de Worcester, Goduíno era filho de um Vulnodo que era filho de Etelmar, irmão de Edrico Streona, ambos filhos de um outro desconhecido Etelrico, mas na visão do historiador Ann Williams este é cronologicamente impossível. Se a relação fosse verdadeira, o pedigree iria resultar em um significativo geracional deslocamento, com dois filhos de Etelredo o Despreparados se casar com o filho e grande-grande-neta de Etelrico. Etelredo filha de Edgida casado Etelrico filho Edrico Streona, enquanto Edgida meio-irmão de Eduardo, o Confessor casado Goduíno filha Edite. Se Goduíno foi Etelrico bisneto, em seguida, Edite foi seu grande-grande-neta. David Kelley, no entanto, argumenta que Eduardo, sendo um filho de um casamento, poderia ter sido quase uma geração mais jovem que sua irmã, e se ele e Edrico casado muito jovens esposas e se Edrico estava entre os irmãos mais jovens de Etelmar, isso poderia fechar os cronológica diferenças. João de Worcester também afirmou que Vulnodo a rebelião foi provocada por acusações injustas trazido por Edrico Streona irmão, Britrico.
A Vida de Eduardo, o Confessor, encomendado pela sua esposa, Edite, que foi irmã de Haroldo, está em silêncio sobre sua família de origem. Em uma seção projetado para elogiar sua família, é descrito como "bem-aventurado no seu ancestral estoque", mas nada mais é dito sobre esse material. Na visão do historiador Frank Barlow: "Há enorme evasão aqui." os Historiadores geralmente desconto posterior a tradição medieval de que ele era o filho de um avarento nunca mais se ou a um agricultor. Em seu Oxford Dictionary of National Biography (ODNB) artigo em Goduíno filho, o Rei Haroldo Goduínoson, Robin Fleming diz de Goduíno: "As origens deste parvenu são extremamente obscuro." Ele foi "a essência do homem novo". no Entanto, Williams diz que a referência na Crônica Anglo-Saxônica do "Vulnodo Cildo Saxão do Sul" implica um homem de valor (cildo significa criança, jovem, guerreiro); sua capacidade de separar vinte navios da royal frota sugere um homem de, pelo menos, importância local. Frank Barlow vai mais longe, argumentando que Goduíno deve ter sido de origem aristocrática, e que a família massiva de terras, em Sussex, são indiscutíveis evidências de que o Vulnodo que foi Goduíno pai era o Saxon tano.

## Etelredo I teoria

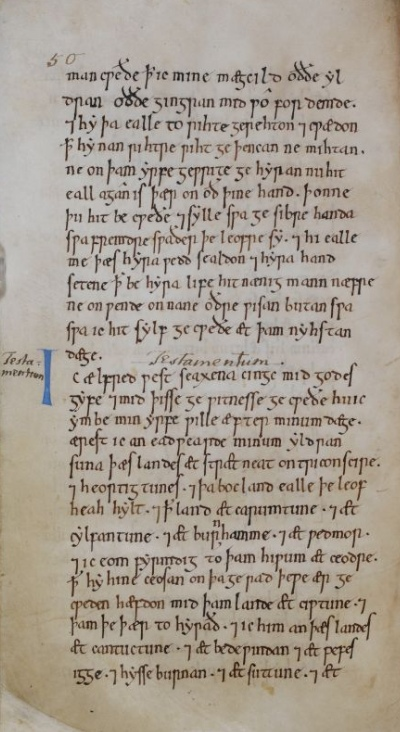
Vontade de Alfred, o Grande, AD 873-888 (11º século copiar, British Library Stowe MS 944, ff. 29v–33r)

Alguns estudiosos têm afirmado que os Goduínos eram descendentes de Alfred, o Grande's irmão mais velho, o Rei Etelredo eu de Wessex, e que o Rei Haroldo, portanto, tinha um hereditária reivindicação ao trono inglês. A teoria foi apresentada pela primeira vez pelo historiador Alfred Anscombe, em 1913, e defendida pela era genealogista Lundie W. Barlow em 1957 e o Mayanist estudioso e era genealogista David H. Kelley , em 1989.
A teoria depende de rastreamento a propriedade de certas propriedades, especialmente Compton em West Sussex, que foi provavelmente o Compton, que foi deixada para Etelredo filho Etelelmo em Alfredo, o Grande, a vontade. foi mais tarde na posse de Vulnodo, supostamente confiscados depois de sua rebelião, e deixou a seu filho Goduíno em 1014 em Etelstano Etelingo. Imediatamente antes da doação para Goduíno é um para um "Elfmar". Anscombe identifica Elfmar com o ealdormano Etelmar, o Forte, na sua opinião, o pai de Vulnodo Cildo. no Entanto, de acordo com Williams, embora seja verdade que houve confusão entre os nomes Elfmar e Etelmar, isso não ocorre até que, após a Conquista Normanda. ealdormano Etelmar era o filho de Etelvardo o Historiador, cujos escritos registro de que ele era descendente de Etelredo eu, embora a natureza exata desta descida foi debatido. Frank Barlow cita Lundie Barlow como sugerindo que Vulnodo pode ter sido descendente de Etelredo eu através de sua mãe.
Em sua 2002 livro Os Goduínos, Frank Barlow cuidadosamente examinados os argumentos apresentados por Anscombe e Lundie Barlow. Ele incluiu uma árvore de família com base no seu trabalho, mostrando Goduíno descida da Etelredo eu, e em um ponto descrito Vulnodo Cildo como o filho de Etelmar o Parrudo. de outro modo, ele estava mais cauteloso, descrevendo Vulnodo como o provável filho de Etelmar, e questionando se de uma família que tinha usado os nomes das sete gerações quase toda a partida com Etel ou Elfo de repente ter jogado um Vulnodo, particularmente como Etelmar a Stout, conhecido filhos continuaram a tradição. Ele afirmou, contudo, que "Este pedigree, mesmo se enganado, é o tipo certo."
Frank Barlow é quase só entre os estudiosos modernos, assumindo a teoria a sério. Hubert Grades em sua vida de Goduíno ceticamente examina os argumentos apresentados por Anscombe e Lundie Barlow, embora ele conclui que é possível que a teoria poderia ter algum valor. Pedro Rex, em sua biografia de Haroldo, Goduíno descreve como um dos Cnut novos homens, e descarta afirma que a família tinha ascendência aristocrática. Emma Mason, na sua história da Goduíno família, descreve Vulnodo como um homem misterioso, que foi, provavelmente, um menor figura ao tribunal, no final do século x, e Ian Walker, em sua biografia de Haroldo dá uma descrição semelhante de Vulnodo como "uma relativamente pequena figura que participaram tribunal raramente". Williams, em seu ODNB artigo sobre Goduíno, e Robin Fleming em seu ODNB artigo sobre Haroldo, não mencionar a teoria quando se discute Goduíno ascendência, e de acordo com Stenton: "De sua origem, nada pode ser afirmado com certeza."

## Sucessão para o trono
Mesmo se Haroldo era descendente de Etelredo eu, não teria lhe dado um hereditária pretensão ao trono de acordo com as regras de sucessão real posteriores Anglo-Saxão da Inglaterra. Elegibilidade foi confinado a etelingos, que é throneworthy príncipes da casa real. Anteriores Anglo-Saxão vezes, a elegibilidade dependia de descida a partir do quinto ou sexto século fundador de cada reino, mas, mais tarde, tornou-se mais restrita. De acordo com David Dumville: "O Anglo-Saxão etelingo no período que vai do século IX Escandinavos assentamentos para a Conquista Normanda foi um príncipe da casa real. Ele compartilhou com o rei descida a partir de um comum avô, pelo menos". Todos os conhecidos Saxão Ocidental etelingos depois de 900 foram os filhos de reis, exceto para Haroldo rival para o trono, em 1066, Edgar Etelingo, que era neto do Rei Edmundo Mão de Ferro. Edgar era, portanto, um etelingo de acordo com Dumville definição, mas em vista do Paulista Stafford, apenas o filho de um ex-rei poderia ser um etelingo, e quando Eduardo, o Confessor deu esta denominação para o seu sobrinho-neto Edgar, era uma forma de adoção sem precedente recente, porque, pela primeira vez desde o início do século ix, havia nenhuma vida etelingo no sentido estrito de um filho de um rei.

## Ascendência dinamarquesa
Goduíno esposa e mãe dos seus filhos, incluindo Haroldo e Edite, foi Gytha Thorkelsdóttir. Seu pai era Thorgils Sprakaleg, um Dinamarquês, cuja origem é desconhecida, embora ele foi, provavelmente, um Dinamarquês de Escânia, que foi, em seguida, na Dinamarca, mas agora é parte da Suécia. Gytha foi muito bem ligado, como seu irmão Ulf casou com o Rei Canuto irmã Estrida. Canuto provavelmente arranjou o casamento entre Goduíno e Gytha em cerca de 1022.